# Актей
Актей (на старогръцки: Ἀκταῖος, Aktaios, Actaeus, – 1556 пр.н.е.) в древногръцката митология е според Павзаний първият митичен цар на Атика през 16 век пр.н.е.
Той е баща на Аглавра и тъст на Кекропс. Атика е наречена първо на него Акте или Актая. Понеже няма син, управлението преминава към зет му Кекропс.
През Троянската война Актей ръководи скитите и е съюзник с Телеф. Актей е убит заедно с брат му Хелор от Аякс Теламонид.